# Milpa

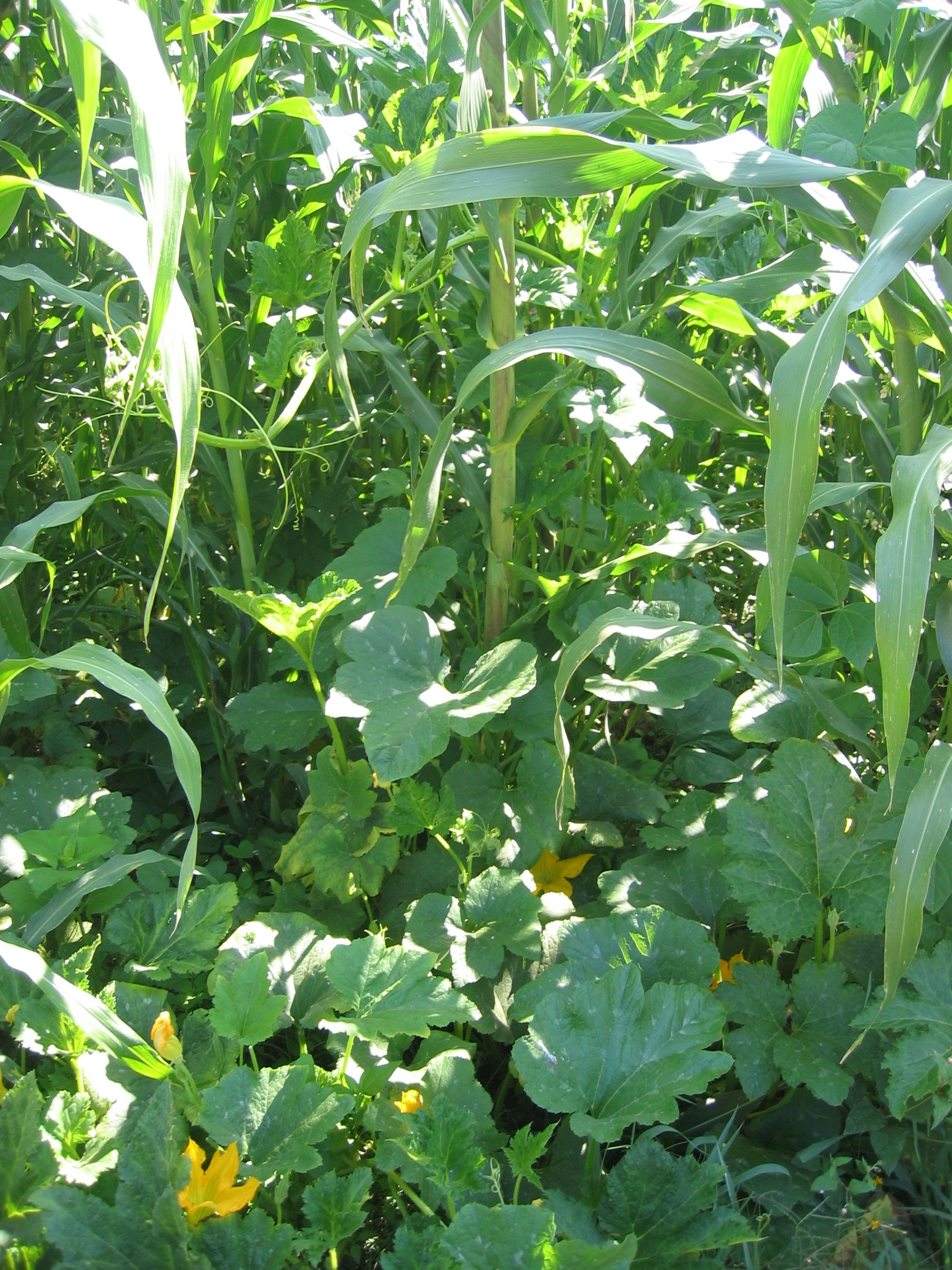
Gemeinsamer Anbau von Mais, Bohnen und Kürbissen in Mexiko

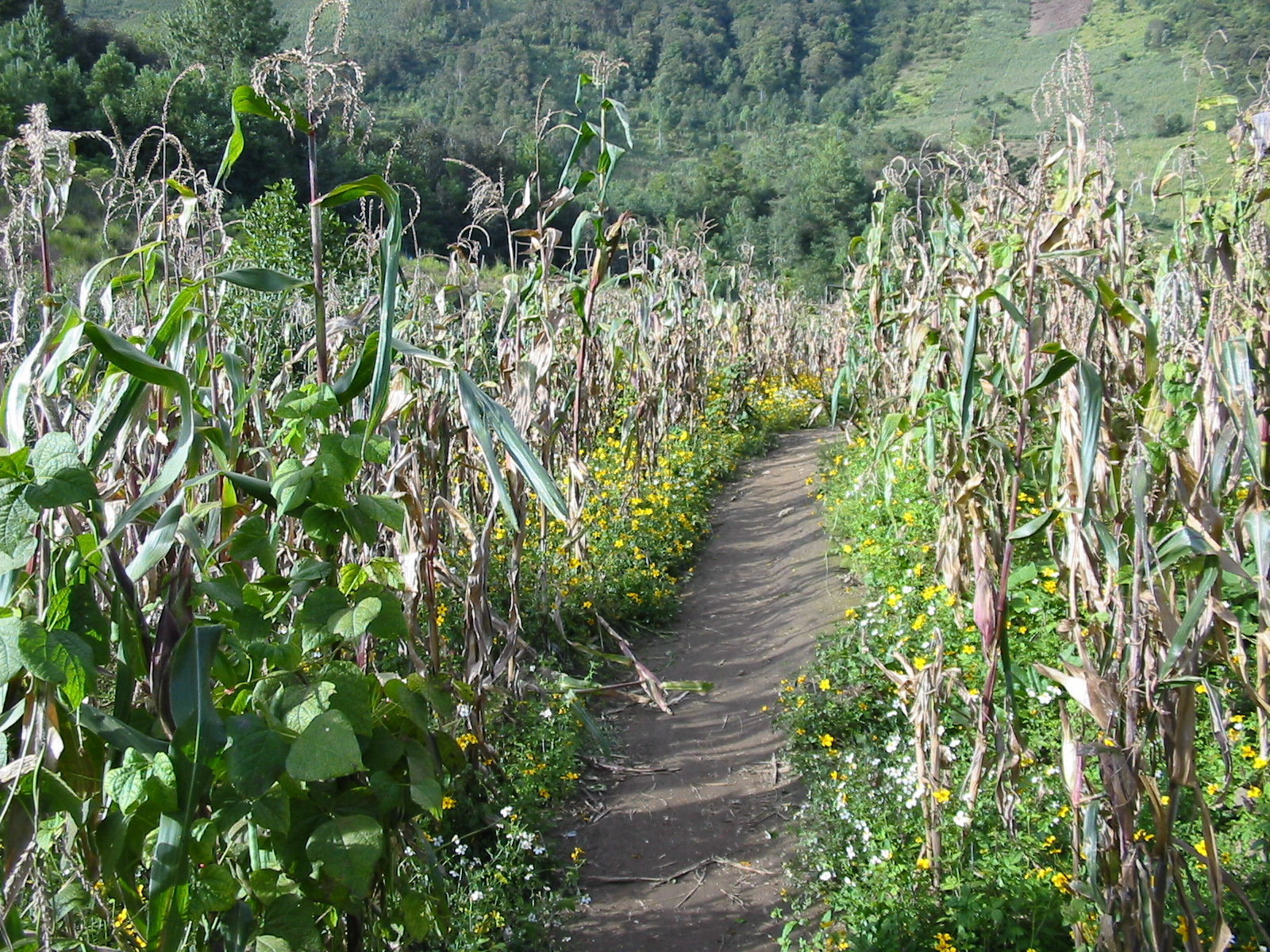
Milpa in Guatemala (der typische Kürbis ist nicht abgebildet)

Die Milpa ist ein Landwirtschaftssystem, das von den Maya in Mittelamerika seit vielen Jahrhunderten bis heute betrieben wird; dabei werden hauptsächlich Mais, Bohnen und Kürbisse angebaut. Die Anbauform dient der Subsistenzwirtschaft überwiegend der indigenen Mayavölker Mexikos, Guatemalas, Honduras’ und El Salvadors.
Typisch für die Milpa sind die drei Pflanzen Mais, Bohne und Kürbis, die gemeinsam angebaut werden und eine Symbiose bilden: Der Mais dient den Bohnen als Rankhilfe, die Bohnen wiederum liefern dem Mais Stickstoff, während die großen Blätter des Kürbisses den Boden bedecken und so Erosion durch Regen und Austrocknung verhindern. Diese Pflanzenkombination wird auch „die drei Schwestern“ genannt. Abhängig von den lokalen Gegebenheiten werden mehrere Arten und Sorten dieser Nutzpflanzen angebaut und auch weitere Pflanzenkombinationen angepflanzt, so dass die Milpa eine wichtige Rolle für die Erhaltung der Artenvielfalt sowie der genetischen Vielfalt der Nutzpflanzen spielt. Häufig findet die Bewirtschaftung der Milpas im Wechsel von etwa zweijährigem Anbau, mehrjähriger kontrollierter Sukzession und anschließender Brandrodung als Vorbereitung für einen erneuten Anbau statt.
Zusammen mit dem huerto-jardín (dt.: Garten) bildet die Milpa das Grundgerüst der Landwirtschaft der Mayas. Sie bewirtschaften die Felder gemäß ihrer Kosmovision. Danach werden vor dem Anlegen einer Milpa, während ihrer Bewirtschaftung und für die Ernte Rituale durchgeführt, die die Natur für die Nutzung um Erlaubnis bitten und ihr für diese danken sollen. Die Maispflanze ist für die Mayas von herausragender Bedeutung, da sie zum einen Hauptnahrungsmittel ist und zum anderen nach dem Schöpfungsmythos des Popol Vuh die Mayas von den Göttern aus Maisbrei geformt worden sind.
Durch die Vertreibungen durch die europäischen und US-amerikanischen Kolonisatoren und die gezielte Tötung der Mayapriester im bewaffneten Konflikt von Guatemala haben viele Gemeinden Teile ihres landwirtschaftlichen Wissens verloren. Man findet deswegen auch Milpas, auf denen nur Mais angebaut wird.
Eine verbreitete Form des Wanderfeldbaus (shifting cultivation) ist die Brandrodung (slash-and-burn) mit einer Vielzahl von lokalen Bezeichnungen. Dabei folgt einer Zeit der intensiven Nutzung eine etwa 2,5-mal längere Zeit der Brache. Das Verbrennen der Vegetation ist in diese landwirtschaftliche Anbauweise fest integriert. Landwirtschaftliche Nutzfläche wird in Mexiko heute nahezu in allen Regionen durch das Brandroden vorbereitet. Ausgenommen sind nur die Wüsten oder vegetationsfreien Flächen. Diese Art der Bereitstellung von Nutzfläche wird im Süden der Halbinsel Yucatán in Südostmexiko als Milpa bezeichnet, im Rest des Landes als roza-tumba-quema. Die Bezeichnung milpa geht auf die indigene Sprache Náhuatl zurück, wo für milli „Saat, Saatfeld“ und für -pa „an, bei, am Ort“ steht.
Für Roza-tumba-quema (spanisch rozar „roden“; tumbar span. für „fällen“; quemar span. für „brennen“) ist die gängige Bezeichnung auch coamil, vor allem, wenn sie in bergigen Gegenden und dort an den Hängen praktiziert wird. Durch die starken Neigungen ist im Allgemeinen keine herkömmliche Landwirtschaft mehr möglich, so dass dieses System der migratorischen Bewirtschaftung an mehr als 12 % Hangneigung durchgeführt wird, zumal die Nutzung normalerweise nicht über einen längeren Zeitraum stattfindet.
Zunächst wird bei der Vorbereitung der Fläche ein Bereich ausgewählt, der dicht von Vegetation überwachsen ist, weil diese beim Abbrennen die meiste Asche, also Mineralstoffe, liefert. Wird die zukünftige Anbaufläche zum ersten Mal vorbereitet, werden fast alle Bäume gefällt (tumba) und zum Trocknen liegengelassen. Dies kann unter verschiedenen klimatischen Umständen je nach Durchmesser des Stammes bis über die gesamte Trockenperiode dauern. Im darauffolgenden Jahr wird genauso mit dem Buschwerk verfahren, zudem aber auch gerodet (roza). Die Verbrennung (quema) erfolgt in den Morgen- oder Abendstunden, wenn es häufig windstill ist. Um ein Übergreifen des Feuers über die Parzelle hinaus zu verhindern, bedienen sich die coamil-Bauern verschiedener Techniken und Vorsichtsmaßnahmen. Nicht selten wird ein breiter Begrenzungsstreifen um die Fläche gelegt, unterstützt wird diese Sicherung durch mehrere Leute, die an verschiedenen Punkten am Rand der Brandparzelle ebenfalls Feuer legen, um ein gleichmäßiges und kontrolliertes Brennen zu gewährleisten. Außerdem werden die Feuer auf der Lee-Seite, also der dem Wind abgewandten Seite, entzündet, um durch ein Gegenfeuer die Gefahr des unkontrollierten Brennens zu reduzieren.
Mit dem coa (Schlag- oder Breithacke, Grabstock) erfolgt das Graben der Saatlöcher entweder noch vor dem ersten Regen oder kurz nach dessen Beginn, die Löcher sind dann wassergefüllt bzw. der Boden wassergesättigt, daraufhin sät der Bauer das Saatgut.
Die Regel ist eine dreijährige Anbauzeit, die allgemein von einer etwa zehnjährigen Anbaupause abgelöst wird. Freilich muss festgehalten werden, dass sich dieser Zeitraum verkürzt, weil eine wachsende Bevölkerungszahl häufigere Wechsel der Anbauflächen notwendig macht, in deren Folge die Gefahr der Erosion immens steigt. Für Mexiko wird eine flächenmäßige Zunahme der Gebiete mit Brandrodungsfeldbau registriert mit dem Ergebnis des Ausweichens auf bisher unbewirtschaftete Teile der Landschaft mit allen ihren Folgen, wie erhöhter Feuerdruck auf Natur- und Kulturlandschaften.
Durch die intensive Störung der natürlichen Prozesse der Wälder, wie sie unter anderem beim Wanderfeldbau (coamil) gegeben ist, entwickelt sich eine neue, für Feuer anfälligere Vegetationsstruktur, die sich beispielsweise in der Zunahme von bodennaher Kraut- oder Strauchschicht in den Randbereichen der Brandrodungsparzellen äußert.
2022 wurde die Milpa der Maya auf der Halbinsel Yucatán in die Liste der Globally Important Agricultural Heritage Systems der FAO aufgenommen.